# Daniel Elmer Salmon
Daniel Elmer Salmon (23 de julho de 1850 - 30 de agosto de 1914) foi um médico veterinário, microbiologista estadunidense. Ele passou sua carreira estudando doenças animais para o Departamento de Agricultura dos Estados Unidos. O gênero bacteriano Salmonella, descoberto por um assistente, foi batizado em sua homenagem.

## Juventude e educação
Salmon nasceu em Mount Olive Township, New Jersey. Seu pai, Daniel L. Salmon, morreu em 1851 e sua mãe, Eleanor Flock Salmon, morreu em 1859, deixando-o órfão aos 9 anos de idade. Ele foi criado por seu primo em segundo grau, Aaron Howell Salmon. Sua educação inicial foi na Mount Olive District School, no Chester Institute e no Eastman Business College. Ele então freqüentou a Universidade Cornell e se formou com o grau de Bacharel em Medicina Veterinária em 1872. Depois de mais quatro anos de estudo, em saúde e ciências veterinárias, ele foi premiado com o grau profissional de Doutor em Medicina Veterinária por Cornell em 1876, primeiro título DVM (também conhecido como cirurgião veterinário ou médico veterinário) concedido nos Estados Unidos. Perto do final de sua carreira em Cornell, ele estudou na Escola de Veterinária Alfort em Paris, França. 

## Carreira
Em 1877, ele deu uma série de palestras na Universidade da Geórgia sobre o tema da ciência veterinária. Ele trabalhou para o Estado de Nova York, estudando doenças em suínos e para o Departamento de Agricultura dos Estados Unidos estudando doenças em animais nos estados do sul. Em 1883, ele foi convidado a estabelecer uma divisão veterinária dentro do Departamento de Agricultura. Este se tornou o Bureau of Animal Industry, e serviu como seu chefe de 1884 a 1° de dezembro de 1905. Sob sua liderança, o Bureau erradicou a pleuropneumonia bovina contagiosa nos Estados Unidos, estudou e controlou a febre do Texas (Babesia), implementou o programa federal de inspeção de carne e começou a inspecionar gado exportado e os navios que os transportavam, começaram a inspecionar e colocar em quarentena o gado importado e a estudar o efeito das doenças dos animais na saúde pública. Em 1906 ele fundou o departamento de veterinária da Universidade de Montevidéu, Uruguai, e foi seu chefe por cinco anos. Ele retornou aos Estados Unidos em 1911 e se concentrou no trabalho veterinário na região oeste do país.
Salmonella, um gênero de microorganismos, recebeu seu nome em 1900 por Joseph Leon Lignières, embora o homem que realmente descobriu e nomeou a primeira cepa, Salmonella choleraesuis, foi Theobald Smith, assistente de pesquisa de Salmon. Smith havia isolado a bactéria em 1885. Desde aquela época, mais de 2 500 subtipos foram identificados.

## Morte
Salmon morreu de pneumonia em 30 de agosto de 1914, em Butte, Montana , aos 64 anos. Ele está enterrado em Washington, D.C.